# YTN 뉴스NOW
《YTN 뉴스NOW》는 YTN에서 방송 중인 낮 뉴스 프로그램이다. 방송 시간은 매주 평일 오전 11시 40분~오후 1시 50분이다.

## 방송 시간
|     | 방송 기간                         | 방송 시간                                                                 | 방송 시간 |
| --- | --------------------------------- | ------------------------------------------------------------------------- | --------- |
| YTN | 2001년 4월 23일~2002년 4월 14일   | 매일 오후 2시~2시 30분(30분)                                              |           |
| YTN | 2002년 4월 15일~2003년 3월 9일    | 매일 오후 2시~2시 40분(40분)                                              |           |
| YTN | 2003년 3월 10일~2005년 11월 16일  | 매일 오후 2시~2시 55분(55분)                                              |           |
| YTN | 2005년 11월 17일~2006년 10월 29일 | 매일 오후 2시~4시(2시간)                                                  |           |
| YTN | 2006년 10월 30일~2007년 4월 29일  | 매일 오후 2시~2시 54분(54분)                                              |           |
| YTN | 2007년 4월 30일~2009년 11월 15일  | 매일 오후 1시~2시 40분(1시간 40분)                                        |           |
| YTN | 2009년 11월 16일~2011년 1월 2일   | 매일 오후 1시~3시 50분(2시간 50분)                                        |           |
| YTN | 2011년 1월 3일~2013년 11월 17일   | 매일 오후 1시~3시(2시간)                                                  |           |
| YTN | 2013년 11월 18일~2017년 1월 1일   | 매일 낮 12시~오후 2시(2시간)                                              |           |
| YTN | 2017년 1월 2일~2018년 12월 2일    | - 평일 오전 11시 40분~오후 2시(2시간 20분) - 주말 낮 12시~오후 2시(2시간) |           |
| YTN | 2018년 12월 3일~2019년 4월 12일   | 평일 오전 11시~오후 2시(3시간)                                            |           |
| YTN | 2019년 4월 15일~2020년 5월 29일   | 평일 오전 11시~오후 1시 30분(2시간 30분)                                  |           |
| YTN | 2020년 6월 1일~2021년 7월 9일     | 평일 오전 11시 40분~오후 1시 50분(2시간 10분)                             |           |
| YTN | 2023년 1월 2일~2024년 4월 30일    | 평일 오전 11시 40분~오후 1시 50분(2시간 10분)                             |           |
| YTN | 2024년 9월 2일~현재               | 평일 오전 11시 40분~오후 1시 50분(2시간 10분)                             |           |
| YTN | 2021년 7월 12일~2022년 6월 3일    | 평일 오전 10시 50분~오후 1시 30분(2시간 40분)                             |           |
| YTN | 2022년 6월 7일~2022년 12월 30일   | 평일 오전 11시 50분~오후 1시 50분(2시간)                                  |           |
| YTN | 2024년 5월 1일~2024년 8월 30일    | 평일 오전 11시 30분~오후 1시 50분(2시간 20분)                             |           |

## 앵커
- 1기: 송경철, 김선영(2009년 11월 16일~2010년 4월 30일)
- 2기: 송경철, 이광연(2010년 5월 3일~12월 31일)
- 3기: 정찬배, 이광연(2011년 1월 3일~2012년 8월 31일)
- 4기: 성문규, 이승민(2012년 9월 3일~2013년 7월 26일)
- 5기: 유석현, 이승민(2013년 7월 29일~2013년 9월 6일)
- 6기: 송경철, 이승민(2013년 9월 9일~2015년 10월 2일)
- 7기: 박형주(1부), 최영주(2부)(2015년 10월 5일~2016년 3월 17일)
- 임시: 최영주(2016년 3월 18일~4월 1일)
- 8기: 최수호(1부), 최영주(2부)(2016년 4월 4일~5월 20일)
- 9기: 최수호(1부), 김정아(2부)(2016년 5월 23일~12월 2일)
- 10기: 오동건(1부), 김정아(2부)92016년 12월 5일~12월 30일)
- 11기: 김정아, 오동건(2017년 1월 2일~2019년 7월 5일)
- 12기: 김정아, 박광렬(2019년 7월 9일~2021년 7월 9일)
- 13기: 강진원, 박상연(2021년 7월 12일~2022년 4월 6일)
- 14기: 호준석, 박상연(2022년 4월 7일~6월 2일)
- 15기: 김영수, 박상연(2022년 6월 3일~2023년 3월 9일)
- 임시: 김영수, 조예진(2023년 3월 10일~3월 17일)
- 16기: 김영수, 이은솔(2023년 3월 20일~2023년 11월 10일)
- 17기: 박석원, 유다원(2023년 11월 13일~2024년 4월 1일)
- 18기: 김선영, 정지웅(2024년 4월 2일~2025년 5월 26일)
- 19기: 나경철, 윤보리(2025년 5월 27일 ~ 현재)

## 타이틀 변천사
| 역대 | 타이틀          | 방송 기간                        |
| ---- | --------------- | -------------------------------- |
| 1기  | YTN 뉴스의 현장 | 2001년 4월 23일~2009년 11월 13일 |
| 2기  | YTN 뉴스&이슈   | 2009년 11월 16일~2014년 4월 4일  |
| 3기  | YTN 뉴스n이슈   | 2014년 4월 7일~2015년 5월 31일   |
| 4기  | YTN 뉴스N이슈   | 2015년 6월 1일~2024년 4월 1일    |
| 5기  | YTN 24          | 2024년 4월 2일~2024년 4월 30일   |
| 6기  | YTN 뉴스NOW     | 2024년 5월 1일~현재              |

## 같이 보기
- KBS 뉴스 12(KBS 1TV)
- EBS 뉴스 12(EBS 1TV)
- 12 MBC 뉴스(MBC TV)
- SBS 12 뉴스(SBS TV)
- 뉴스A LIVE(채널A)
- 뉴스센터(연합뉴스TV)